# Achilus flammea
Achilus flammea är en insektsart som beskrevs av Kirby 1818. Achilus flammea ingår i släktet Achilus och familjen vedstritar. Inga underarter finns listade i Catalogue of Life.